# Moravskoslezský Kočov

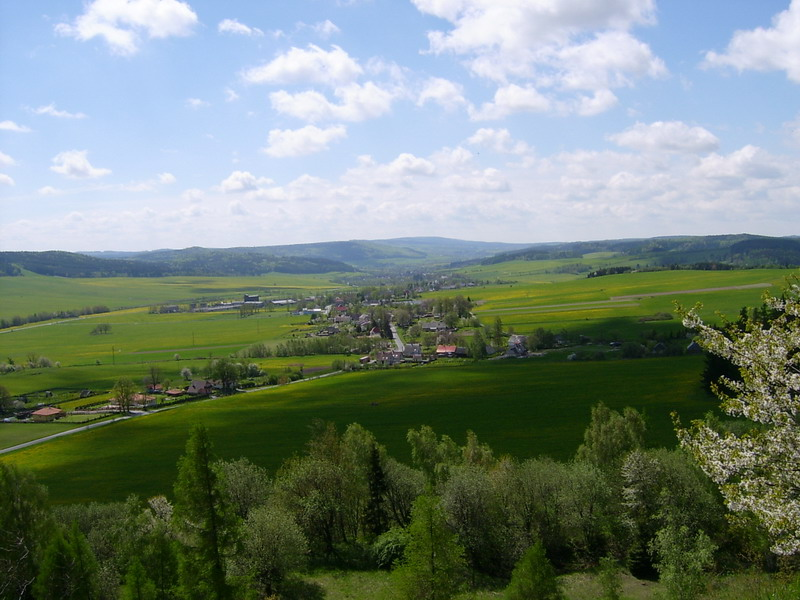
Blick vom Uhlířský vrch auf Moravský Kočov (Bildmitte) und Slezský Kočov (im Vordergrund links)

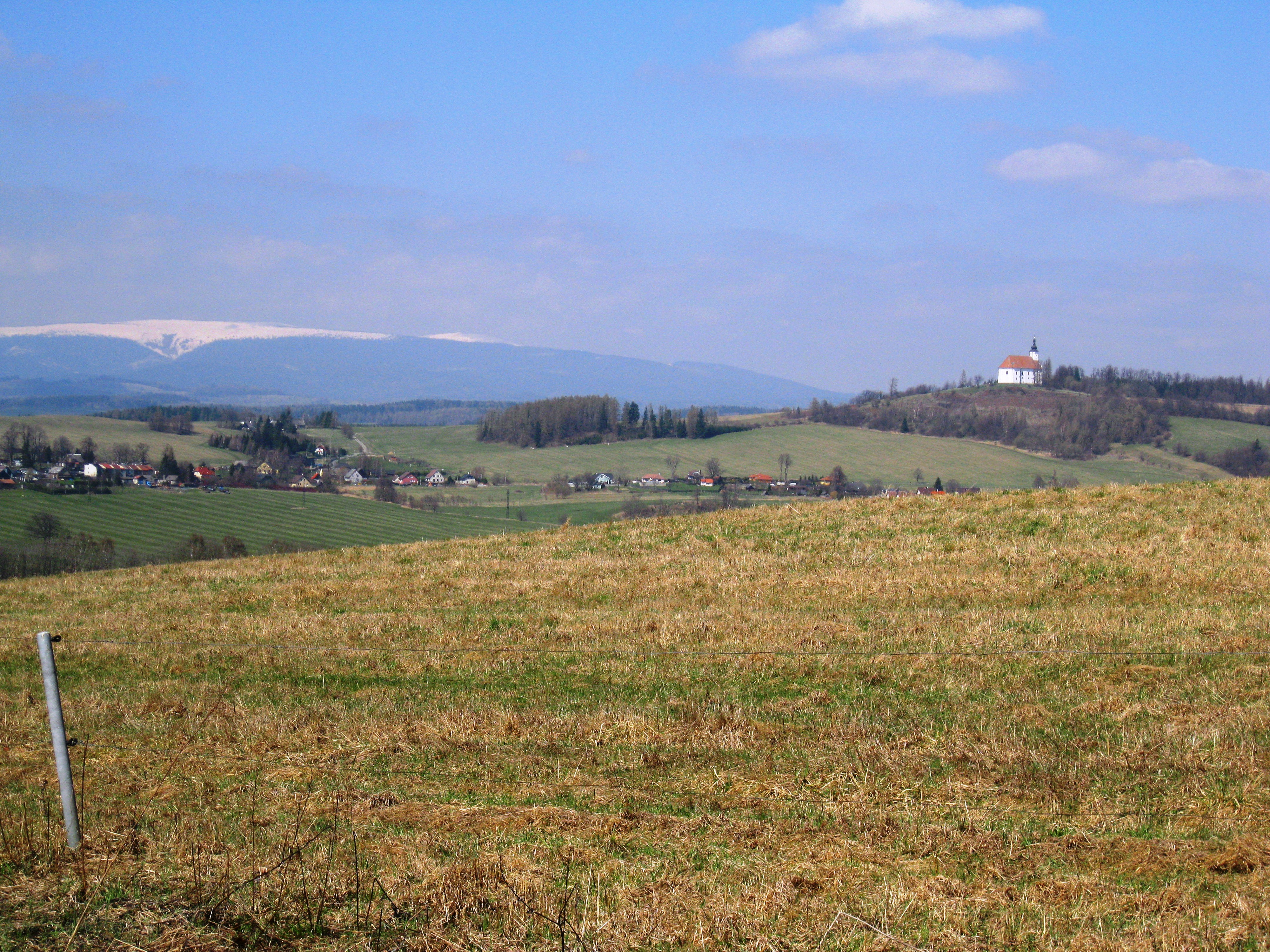
Blick von Osten über Moravský Kočov zum Praděd; in der Bildmitte rechts die Wallfahrtskirche Maria Hilf auf dem Uhlířský vrch

Moravskoslezský Kočov ist eine Gemeinde in Tschechien. Sie liegt acht Kilometer südwestlich von Bruntál (Freudenthal) und gehört zum Okres Bruntál. Die Gemeinde entstand im Jahre 1990.

## Geographie
Moravskoslezský Kočov erstreckt sich am Fuße einer Hügelkette des Niederen Gesenkes (Nízký Jeseník). Nördlich erhebt sich der Uhlířský vrch (Köhlerberg, 672 m n.m.), im Osten die Venušina sopka (Venusberg, 654 m n.m.), südöstlich der Návrší (Thielberg, 679 m n.m.) und der Měděnec (Kupferlahn, 650 m n.m.), im Südwesten die Smrčina (645 m n.m.), westlich der Uhlířský kopec (631 m n.m.). Durch den südlichen Teil des Gemeindegebietes fließt der Kočovský potok (Kriegsdorfer Bach). An der östlichen Gemeindegrenze verläuft die Staatsstraße I/45 zwischen Dětřichov nad Bystřicí und Bruntál.

### Nachbargemeinden
| Staré Město | Bruntál                                     | Bruntál |
| Václavov    | Kompassrose, die auf Nachbargemeinden zeigt | Mezina  |
|             | Valšov                                      | Mezina  |

## Geschichte
Das Waldhufendorf Kuczendorf (Moravský Kočov) wurde um 1300 angelegt und 1377 als Teil des neu gebildeten Herzogtums Freudenthal erstmals urkundlich erwähnt. Um 1380 entstand eine Feste. Während des Böhmisch-ungarischen Krieges wurde das Dorf – wahrscheinlich 1474 bei der Belagerung der Burg Freudenthal – von Truppen des Ungarnkönigs Matthias Corvinus zerstört und erlosch. Später wurde das wüste Dorf von der Herrschaft Freudenthal abgetrennt und 1529 wiederbesiedelt. Im Jahre 1538 veräußerten die Brüder Lhotský von Ptení das Dorf und die Feste Kočov an Joachim Rozhon von Koptschitz (Jáchym Rožhoň z Kopřic), der 1544 nördlich des Dorfes – am Fuße des Köhlerberges – einen neuen Hof anlegen ließ, auf dessen Fluren 1766 ein weiteres Dorf (Slezský Kočov) entstand. 
Nachdem die Grafen von von Würben und Freudenthal 1609 das Gut Kutzendorf erworben hatten, vereinigten sie es wieder mit ihrer Herrschaft Freudenthal. Wegen der Beteiligung des Johann von Würben und Freudenthal am Böhmischen Ständeaufstand von 1618 wurde die Herrschaft nach der Schlacht am Weißen Berg konfisziert und an den Deutschen Orden verkauft. Der Deutschritterorden trennte das Gut Kutzendorf mit der Feste nach 1623 wieder von der Herrschaft Freudenthal ab und schlug es seiner mährischen Herrschaft Eulenburg zu; lediglich der neue Hof verblieb bei Freudenthal.
Auch nach der Gründung des neuen Dorfes auf der schlesischen Seite gebrauchten beide Ortschaften den Namen Kutzendorf bzw. Kotzendorf. Die Unterscheidung des Ortsnamens zwischen Mährisch Kotzendorf und Schlesisch Kotzendorf erfolgte erst im 19. Jahrhundert. Für den schlesischen Anteil ist seit 1807 der Name Schlesisch Kotzendorf nachweislich. 
Nach der Aufhebung der Patrimonialherrschaften bildete Mährisch Kotzendorf ab 1849 eine Gemeinde im Gerichtsbezirk Römerstadt und Bezirk Sternberg; Schlesisch Kotzendorf gehörte als Ortsteil zu Freudenthal. Im Jahre 1868 wurde Mährisch Kotzendorf dem Bezirk Römerstadt und 1909 dem Bezirk Bärn zugeordnet. Nach dem Zusammenbruch der k.k. Monarchie wurden beide Dörfer 1918 Teil der neu gebildeten Tschechoslowakei und 1938 in Folge des Münchner Abkommens dem Deutschen Reich zugesprochen. Die Gemeinde Mährisch Kotzendorf gehörte bis 1945 zum Landkreis Römerstadt, Schlesisch Kotzendorf als Ortsteil von Freudenthal zum Landkreis Freudenthal. Nach dem Ende des Zweiten Weltkrieges wurden Moravský Kočov und Slezský Kočov wieder Teil der Tschechoslowakei; der größte Teil der deutschsprachigen Bevölkerung wurde vertrieben. Im Jahre 1949 erfolgte der Zusammenschluss von Moravský Kočov und Slezský Kočov zu einer Gemeinde Kočov, die dem Okres Bruntál zugeordnet wurde. 1950 lebten in den 136 Häusern der Gemeinde Kočov 436 Personen. 
Am 1. Januar 1967 wurde Kočov nach Bruntál eingemeindet. Am 24. November 1990 lösten sich Moravský Kočov und Slezský Kočov von Bruntál los und bildeten eine eigene Gemeinde mit dem Namen Moravskoslezský Kočov. Im Jahre 1991 hatte die Gemeinde 397 Einwohner und bestand aus 104 Häusern. Seit dem 26. Juni 1997 werden Moravský Kočov und Slezský Kočov als Ortsteile von Moravskoslezský Kočov geführt. Beim Zensus von 2011 lebten in den 161 Häusern der Gemeinde 520 Personen, davon 402 in Moravský Kočov (121 Häuser) und 118 in Slezský Kočov (40 Häuser). 2012 wurde der Sitz der Gemeindeverwaltung in das ehemalige Verkaufsstellengebäude verlegt und im Jahr darauf in dessen Dachgeschoss ein Kindergarten eröffnet.

## Gemeindegliederung
Die Gemeinde Moravskoslezský Kočov besteht aus den Ortsteilen Moravský Kočov (Mährisch Kotzendorf) und Slezský Kočov (Schlesisch Kotzendorf), die zugleich auch Katastralbezirke bilden.

## Sehenswürdigkeiten
- Wallfahrtskirche „Maria Hilf“ auf dem Uhlířský vrch (Köhlerberg)
- Historischer Grenzstein zwischen Moravský Kočov und Slezský Kočov
- Historischer Grenzstein, östlich von Moravský Kočov an der Staatsstraße I/45
- Kirche des Erzengels Michael in Moravský Kočov, sie wurde 1823 im Empirestil umgebaut
- Pfarrhaus in Moravský Kočov
- Kapelle des hl. Josef, neben dem Haus Nr. 48 in Moravský Kočov, sie wurde 2002 saniert und neu geweiht
- Kapelle des hl. Antonius von Padua, gegenüber der Kirche in Moravský Kočov, sie wurde 2002 saniert und neu geweiht
- Kapelle zum hl. Kreuz, gegenüber dem Haus Nr. 14 in Moravský Kočov, sie wurde 2002 saniert und neu geweiht
- Kapelle der hl. Elisabeth beim Gehöft Nr. 99 in Moravský Kočov, sie wurde 2008 saniert und neu geweiht
- Kapelle der Jungfrau Maria in Slezský Kočov, sie wurde 2002 saniert und neu geweiht
- Steinernes Wegkreuz beim Haus Nr. 159 in Slezský Kočov
- Gedenkstein für die Gefallenen des Ersten Weltkrieges von Mährisch Kotzendorf Oberort, neben dem Haus Nr. 56 in Moravský Kočov, die Gedenktafel wurde entfernt
- Gedenkstein für die Gefallenen des Ersten Weltkrieges von Mährisch Kotzendorf Niederort, neben dem Haus Nr. 130 in Moravský Kočov, enthüllt 1921